# Stanisław Słupecki (1865–1929)
Stanisław Słupecki (ur. 13 maja 1865, zm. 24 listopada 1929 w Warszawie) – generał brygady Wojska Polskiego.

## Życiorys
Urodził się na Podolu, ukończył szkołę realną w Odessie, a następnie w latach 1884–1887 studiował w Nikołajewskiej Szkole Inżynieryjnej (według innych źródeł w Nikołajewskiej Szkole Kawalerii w Petersburgu), uzyskując stopień podporucznika. Skierowany został do 13 batalionu saperów. W 1900 awansowany do stopnia kapitana, przez kolejne lata przenoszony do różnych batalionów kolejowych, w tym do Harbinu w Mandżurii (Chiny), gdzie w 1904 r. urodził się jego syn, Jerzy, późniejszy słynny logik. W 1912 awansowany do stopnia pułkownika, w 1914 był dowódcą batalionu w 35 pułku strzelców syberyjskich. W styczniu 1918 władze sowieckie zwolniły go ze służby. 

## Służba w Wojsku Polskim
W grudniu 1918 wstępuje w szeregi Wojska Polskiego, w sierpniu 1919 mianowany został dowódcą V batalionu kolejowego. 1 kwietnia 1920 objął stanowisko szefa kolejnictwa I Armii. Dekretem Naczelnego Wodza 14 października 1920 zatwierdzony w Korpusie Inżynierii i Saperów w stopniu pułkownika. 6 maja 1921 przeniesiony w stan spoczynku, równocześnie zweryfikowany jako generał brygady z dniem 1 czerwca 1919. W 1923 jako emerytowany generał brygady zamieszkiwał w Józefowie. W czasie służby w armii rosyjskiej odznaczony Orderem św. Stanisława, Orderem św. Anny i Orderem św. Włodzimierza. Ojciec trójki dzieci, między innymi Jerzego, matematyka, logika, profesora Uniwersytetu Wrocławskiego. Pochowany na cmentarzu wojskowym na Powązkach (kwatera A15-3-2).